# Abt-Fulrad-Brücke (Kleinblittersdorf)
Die Abt-Fulrad-Brücke bei Auersmacher ist eine grenzüberschreitende Straßenbrücke mit zwei Fahrstreifen für den Fahrzeugverkehr sowie beidseitigen Fußwegen zwischen den EU-Mitgliedsstaaten Deutschland und Frankreich.

## Beschreibung und Geschichte

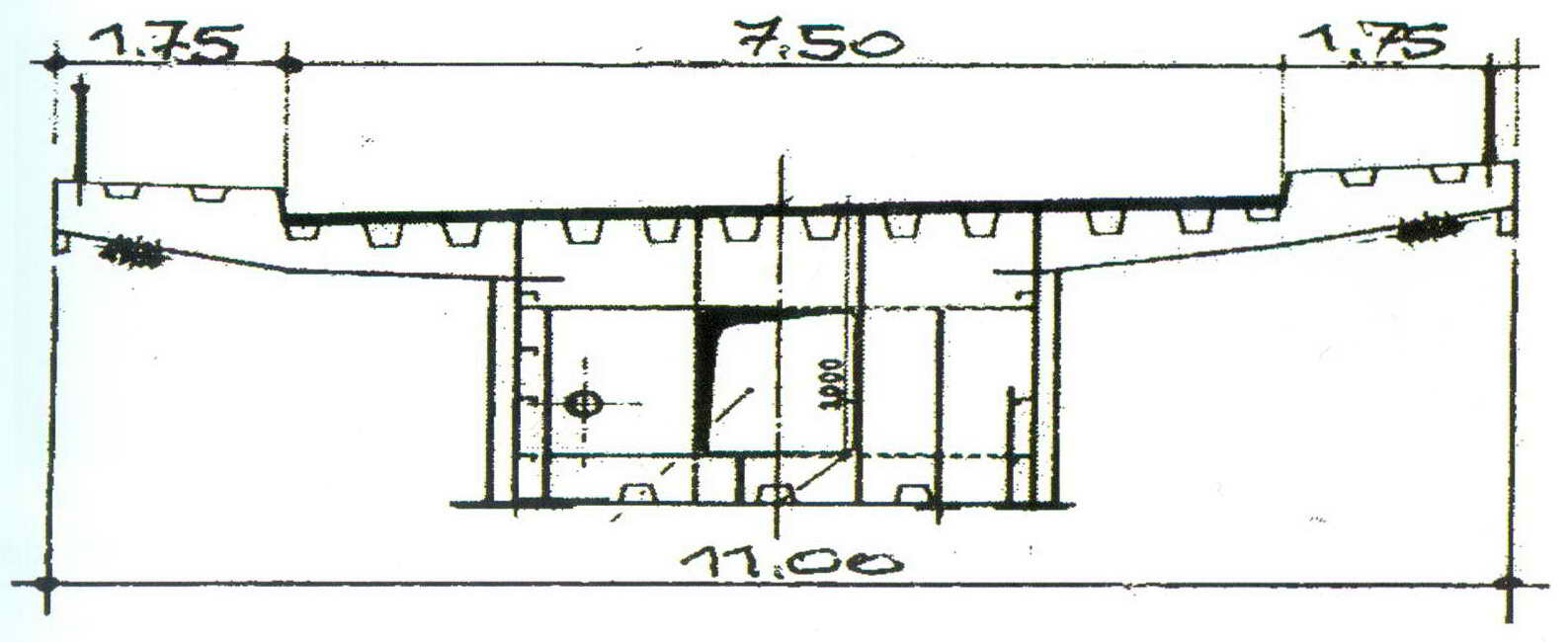
Querschnitt des Brückenbaus

Die Abt-Fulrad-Brücke wurde im Jahr 1983 nach drei Jahren Bauzeit fertiggestellt. Die Kosten beliefen sich umgerechnet auf ca. 4 Millionen Euro. Der zweifeldrige Bau mit Stützweiten von jeweils 95 und 76 Metern überspannt die Saar als Grenzfluss und auf dem Ostufer die Eisenbahnlinie Saarbrücken–Saargemünd. Der Unterbau besteht aus Stahlbeton, der Überbau aus Stahl. Die Zufahrt ist auf dem Westufer über zwei Parallelrampen mit Kreisverkehr, auf der Gegenseite für beide Fahrtrichtungen über eine Schleifenrampe geführt. Der noch auf deutscher Seite ausgebaute und beschilderte Fußgängerweg führt auf der französischen Seite nicht mehr weiter und ermöglicht nur einen Zugang zu den dort verlaufenden Nationalstraßen für den Kraftverkehr.
Die Brücke wurde ursprünglich als Zollstation mit LKW-Abfertigung für den grenzüberschreitenden Personen- und Güterverkehr konzipiert. Sie verbindet die auf deutscher Seite verlaufende B 51 mit der parallel dazu am Westufer verlaufenden Route nationale 61 (Zubringer zur Autobahn Paris–Strasbourg bei Hambach) bzw. der Départementale 31 bis (Zubringer zur Autobahn Saarbrücken–Paris bei Forbach). Nach Inkrafttreten des Schengener Abkommens nur zwei Jahre nach ihrer Fertigstellung waren Gebäude und Gelände der Grenzanlage am Ostufer in ihrer Bestimmung bereits nutzlos und werden seitdem zu einem Gewerbegebiet umgestaltet.
Die Namensgebung geht zurück auf den fränkischen Adligen Fulrad (710–784), Abt des Klosters Saint-Denis, eine der einflussreichsten Persönlichkeiten des frühen Mittelalters. Den reichen Besitzungen seiner Familie im Gebiet von Mosel und Maas verdankt die nahegelegene Großgemeinde Kleinblittersdorf ihre erste urkundliche Erwähnung.
Täglich nutzen mehr als 4.000 Kraftfahrzeuge die Brücke als Übergang. Bereits 1998 war aufgrund der starken Beanspruchung eine Erneuerung der Fahrbahn erforderlich. Die letzte Instandsetzung der Brücke erfolgte 2011.
Aufgrund der Sanierung eines Kreisverkehres in der B51 kündigte die Gemeinde Kleinblittersdorf am 7. August an, dass die Abt-Fulrad-Brücke für den Verkehr von Frankreich nach Deutschland bis Ende September 2020 gesperrt sein wird. Durch die halbseitige Sperrung wurde die Brücke während der Bauarbeiten zur Einbahnstraße. Am 13. August gab die Gemeinde Kleinblittersdorf bekannt, dass der Baubeginn sich aufgrund logistischer Probleme um zwei Wochen verschoben hat.

## Kunst am Bau

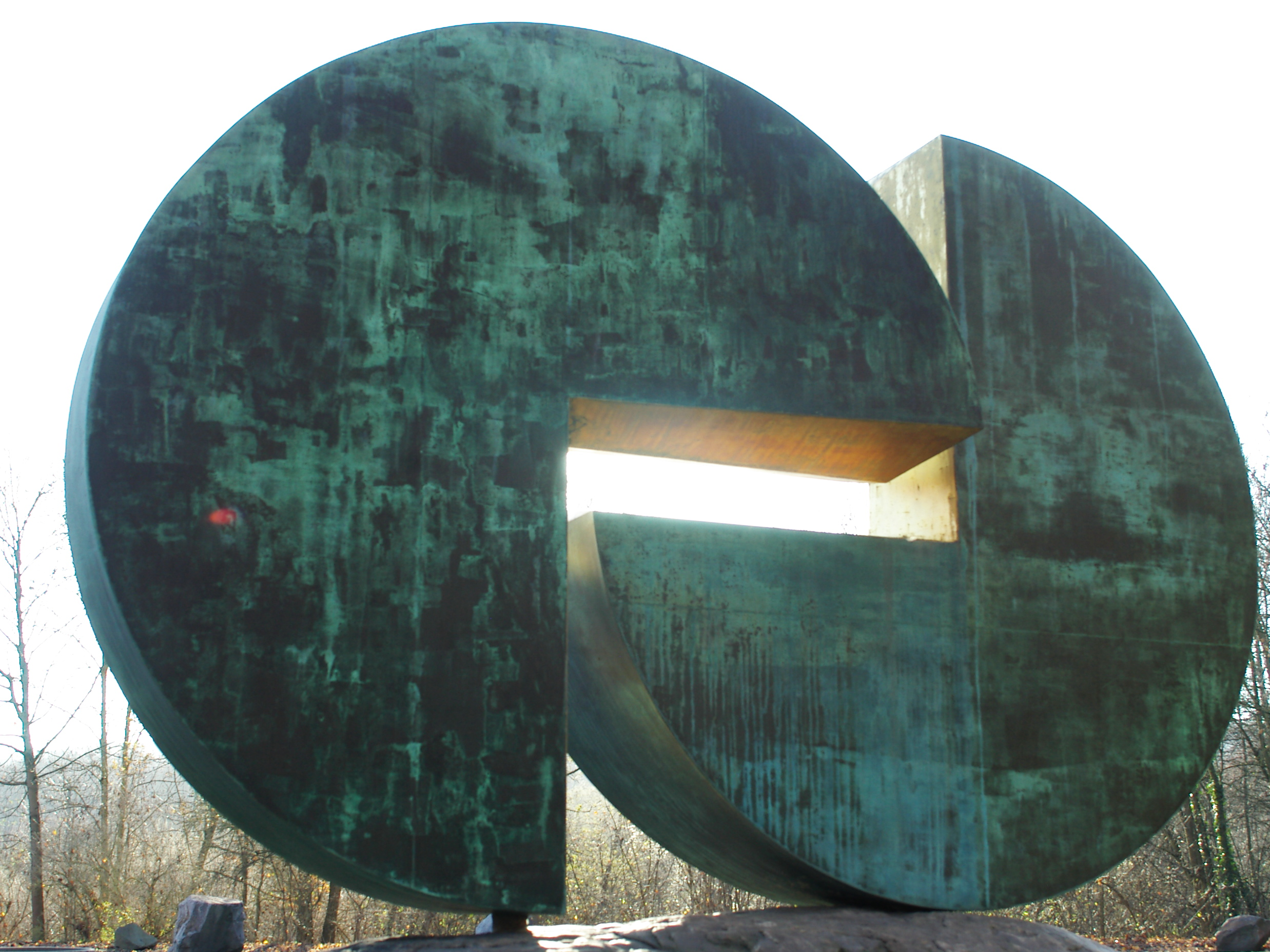
„Grenze zwischen Deutschland und Frankreich“ (1987)

Auf dem Gelände am Ostufer steht seit 1987 eine von Wolfram Huschens geschaffene, goldglänzende und teilweise mit grünlicher Patina überzogene Kupferblech-Plastik (im Volksmund Schweizer Käse genannt). Zwei etwa anderthalb meterhohe, je in einem Viertel ausgeschnittene und an dieser Stelle ineinander verschränkte, radförmige Körper symbolisieren das historische Mit- und Gegeneinander der benachbarten Regionen. Das Werk trägt den Titel „Grenze zwischen Deutschland und Frankreich“.